# Fourth Division 1963-1964
La Fourth Division 1963-1964 è stato il 6º campionato inglese di calcio di quarta divisione. Il titolo di campione di lega è stato vinto dal Gillingham, che è salito in Third Division insieme a Carlisle United (2º classificato e subito risalito nella categoria superiore), Workington (3º classificato) ed Exeter City (4º classificato).
Capocannoniere del torneo è stato Hughie McIlmoyle (Carlisle United) con 39 reti.

## Stagione

### Novità
Al termine della stagione precedente, insieme ai campioni di lega del Brentford, salirono in Third Division anche: l'Oldham Athletic (2º classificato), il Crewe Alexandra (3º classificato) e il Mansfield Town (4º classificato).
Queste squadre furono rimpiazzate dalla quattro retrocesse provenienti dalla divisione superiore: Bradford Park Avenue, Brighton & Hove Albion (sceso in due anni dalla seconda alla quarta serie inglese), Carlisle United ed Halifax Town.
Il Chester, il Lincoln City (quest'ultimo reduce da due retrocessioni consecutive), il Bradford City e l'Hartlepool United, che occuparono le ultime quattro posizioni della classifica, vennero rieletti in Football League dopo una votazione che ebbe il seguente responso:
| Club                  | Lega                     | Voti | Verdetto   |
| --------------------- | ------------------------ | ---- | ---------- |
| Bradford City         | Fourth Division          | 47   | Rieletto   |
| Lincoln City          | Fourth Division          | 47   | Rieletto   |
| Chester               | Fourth Division          | 43   | Rieletto   |
| Hartlepool United     | Fourth Division          | 34   | Rieletto   |
| Scarborough           | Midland League           | 5    | Non eletto |
| Gateshead             | Northern Regional League | 4    | Non eletto |
| Guildford City        | Southern League          | 3    | Non eletto |
| Morecambe             | Lancashire Combination   | 2    | Non eletto |
| Romford               | Southern League          | 2    | Non eletto |
| New Brighton          | Lancashire Combination   | 1    | Non eletto |
| South Shields         | North Eastern League     | 1    | Non eletto |
| Wellington Town       | Southern League          | 1    | Non eletto |
| Weymouth              | Southern League          | 1    | Non eletto |
| Yeovil Town           | Southern League          | 1    | Non eletto |
| Bexleyheath & Welling | Southern League          | 0    | Non eletto |
| Corby Town            | Southern League          | 0    | Non eletto |

### Formula
Le prime quattro classificate venivano promosse in Third Division, mentre le ultime quattro erano sottoposte al processo di rielezione.

## Squadre partecipanti
| Squadra                | Città             | Stadio              | Stagione precedente                     |
| ---------------------- | ----------------- | ------------------- | --------------------------------------- |
| Aldershot              | Aldershot         | Recreation Ground   | 11º posto in Fourth Division            |
| Barrow                 | Barrow-in-Furness | Holker Street       | 9º posto in Fourth Division             |
| Bradford City          | Bradford          | Valley Parade       | 23º posto in Fourth Division, rieletto  |
| Bradford Park Avenue   | Bradford          | Park Avenue         | 21º posto in Third Division, retrocesso |
| Brighton & Hove Albion | Brighton          | Goldstone Ground    | 22º posto in Third Division, retrocesso |
| Carlisle United        | Carlisle          | Brunton Park        | 23º posto in Third Division, retrocesso |
| Chester                | Chester           | Sealand Road        | 21º posto in Fourth Division, rieletto  |
| Chesterfield           | Chesterfield      | Saltergate          | 15º posto in Fourth Division            |
| Darlington             | Darlington        | Feethams Ground     | 12º posto in Fourth Division            |
| Doncaster Rovers       | Doncaster         | Belle Vue           | 16º posto in Fourth Division            |
| Exeter City            | Exeter            | St James Park       | 17º posto in Fourth Division            |
| Gillingham             | Gillingham        | Priestfield Stadium | 5º posto in Fourth Division             |
| Halifax Town           | Halifax           | The Shay            | 24º posto in Third Division, retrocesso |
| Hartlepool United      | Hartlepool        | Victoria Park       | 24º posto in Fourth Division, rieletto  |
| Lincoln City           | Lincoln           | Sincil Bank         | 22º posto in Fourth Division, rieletto  |
| Newport County         | Newport           | Somerton Park       | 20º posto in Fourth Division            |
| Oxford United          | Oxford            | Manor Ground        | 18º posto in Fourth Division            |
| Rochdale               | Rochdale          | Spotland Stadium    | 7º posto in Fourth Division             |
| Southport              | Southport         | Haigh Avenue        | 13º posto in Fourth Division            |
| Stockport County       | Stockport         | Edgeley Park        | 19º posto in Fourth Division            |
| Torquay United         | Torquay           | Plainmoor           | 6º posto in Fourth Division             |
| Tranmere Rovers        | Birkenhead        | Prenton Park        | 8º posto in Fourth Division             |
| Workington             | Workington        | Borough Park        | 10º posto in Fourth Division            |
| York City              | York              | Bootham Crescent    | 14º posto in Fourth Division            |

## Classifica finale
|  | Pos. | Squadra          | Pt | G  | V  | N  | P  | GF  | GS | QR    |
|  | ---- | ---------------- | -- | -- | -- | -- | -- | --- | -- | ----- |
|  | 1    | Gillingham       | 60 | 46 | 23 | 14 | 9  | 59  | 30 | 1.967 |
|  | 2    | Carlisle Utd     | 60 | 46 | 25 | 10 | 11 | 113 | 58 | 1.948 |
|  | 3    | Workington       | 59 | 46 | 24 | 11 | 11 | 76  | 52 | 1.462 |
|  | 4    | Exeter City      | 58 | 46 | 20 | 18 | 8  | 62  | 37 | 1.676 |
|  | 5    | Bradford City    | 56 | 46 | 25 | 6  | 15 | 76  | 62 | 1.226 |
|  | 6    | Torquay Utd      | 51 | 46 | 20 | 11 | 15 | 80  | 54 | 1.481 |
|  | 7    | Tranmere         | 51 | 46 | 20 | 11 | 15 | 85  | 73 | 1.164 |
|  | 8    | Brighton         | 50 | 46 | 19 | 12 | 15 | 71  | 52 | 1.365 |
|  | 9    | Aldershot        | 48 | 46 | 19 | 10 | 17 | 83  | 78 | 1.064 |
|  | 10   | Halifax Town     | 48 | 46 | 17 | 14 | 15 | 77  | 77 | 1.000 |
|  | 11   | Lincoln City     | 47 | 46 | 19 | 9  | 18 | 67  | 75 | 0.893 |
|  | 12   | Chester          | 46 | 46 | 19 | 8  | 19 | 65  | 60 | 1.083 |
|  | 13   | Bradford PA      | 45 | 46 | 18 | 9  | 19 | 75  | 81 | 0.926 |
|  | 14   | Doncaster        | 42 | 46 | 15 | 12 | 19 | 70  | 75 | 0.933 |
|  | 15   | Newport County   | 42 | 46 | 17 | 8  | 21 | 64  | 73 | 0.877 |
|  | 16   | Chesterfield     | 42 | 46 | 15 | 12 | 19 | 57  | 71 | 0.803 |
|  | 17   | Stockport County | 42 | 46 | 15 | 12 | 19 | 50  | 68 | 0.735 |
|  | 18   | Oxford Utd       | 41 | 46 | 14 | 13 | 19 | 59  | 63 | 0.937 |
|  | 19   | Darlington       | 40 | 46 | 14 | 12 | 20 | 66  | 93 | 0.710 |
|  | 20   | Rochdale         | 39 | 46 | 12 | 15 | 19 | 56  | 59 | 0.949 |
|  | 21   | Southport        | 39 | 46 | 15 | 9  | 22 | 63  | 88 | 0.716 |
|  | 22   | York City        | 35 | 46 | 14 | 7  | 25 | 52  | 66 | 0.788 |
|  | 23   | Hartlepool Utd   | 33 | 46 | 12 | 9  | 25 | 54  | 93 | 0.581 |
|  | 24   | Barrow           | 30 | 46 | 6  | 18 | 22 | 51  | 93 | 0.548 |

Legenda:
      Promosso in Third Division 1964-1965.
      Rieletto nella Football League.
Regolamento:
Due punti a vittoria, uno a pareggio, zero a sconfitta.
A parità di punti le squadre venivano classificate secondo il quoziente reti.
Note:

Gillingham Campione della Fourth Division 1963-64 per miglior quoziente reti rispetto all'ex aequo Carlisle United.
Southport costretto alla rielezione per peggior quoziente reti nei confronti dell'ex aequo Rochdale.